# Cláudia Marcela, a Velha
Cláudia Marcela, chamada por historiadores de a Velha (ou a Maior) para diferenciar de sua irmã mais nova, Cláudia Marcela, a Jovem, foi uma das duas filhas de Cláudio Marcelo e Otávia, irmã de Augusto.

## Família
Seu pai foi um dos três romanos de nome Cláudio Marcelo, netos de Marco Cláudio Marcelo, que ocuparam o consulado em três anos sucessivos: os irmãos Marco (cônsul em 51 a.C.) e Caio (cônsul em 49 a.C.), e seu primo Caio, o pai desta Cláudia, cônsul em 50 a.C..
Sua mãe foi Otávia, filha do senador Caio Otávio Turino (em latim: Gaius Octavius Thurinus), também procônsul na Macedónia. Segundo Plutarco, Otávia era filha de "Ancária". Segundo Suetônio, outra Otávia era filha de Ancária e a mais conhecida Otávia era irmã, também por parte de mãe, do futuro imperador Augusto, ambos sendo filhos de Ácia, sendo Otávia mais velha que o irmão.
Do casamento de Cláudio e Otávia nasceram um filho e duas filhas. O filho, Marcelo, era o favorito e querido do povo romano,[carece de fontes?] e casou com sua prima Júlia, filha de Augusto, porém morreu logo depois, sem ter filhos.

## Casamentos
Cláudia Marcela, a filha mais velha de Cláudio Marcelo e Otávia, se casou com Agripa, com Lúcio Antônio, filho de Marco Antônio,.
O casamento de Agripa com Cláudia ocorreu em 29 a.C..
Em 21 a.C., após a morte de Marcelo, o sobrinho de Augusto, o imperador ordenou a Agripa que se divorciasse de Cláudia e se casasse com Júlia.

## Filhos
Agripa e Cláudia tiveram uma filha, que se casou com Públio Quintílio Varo, que foi cônsul no ano 13 a.C..
Lúcio Antônio e Cláudia tiveram um filho, também chamado Lúcio Antônio, que morreu em Marselha.